# Bliesdorf
Bliesdorf är en kommun och ort i Landkreis Märkisch-Oderland i förbundslandet Brandenburg i Tyskland. 
Kommunen bildades den 31 december 1997 genom en sammanslagning av de tidigare kommunerna Bliesdorf och Kunersdorf/Metzdorf i den nya kommunen Bliesdorf-Kunersdorf-Metzdorf. Namnet ändrades till enbart Bliesdorf den 1 maj 1998.
Kommunen ingår i kommunalförbundet Amt Barnim-Oderbruch.